# Villeneuve (Alpes da Alta Provença)
Villeneuve é uma comuna francesa na região administrativa da Provença-Alpes-Costa Azul, no departamento dos Alpes da Alta Provença. Estende-se por uma área de 25,6 km².